# Mohammed Ben Ali R'bati

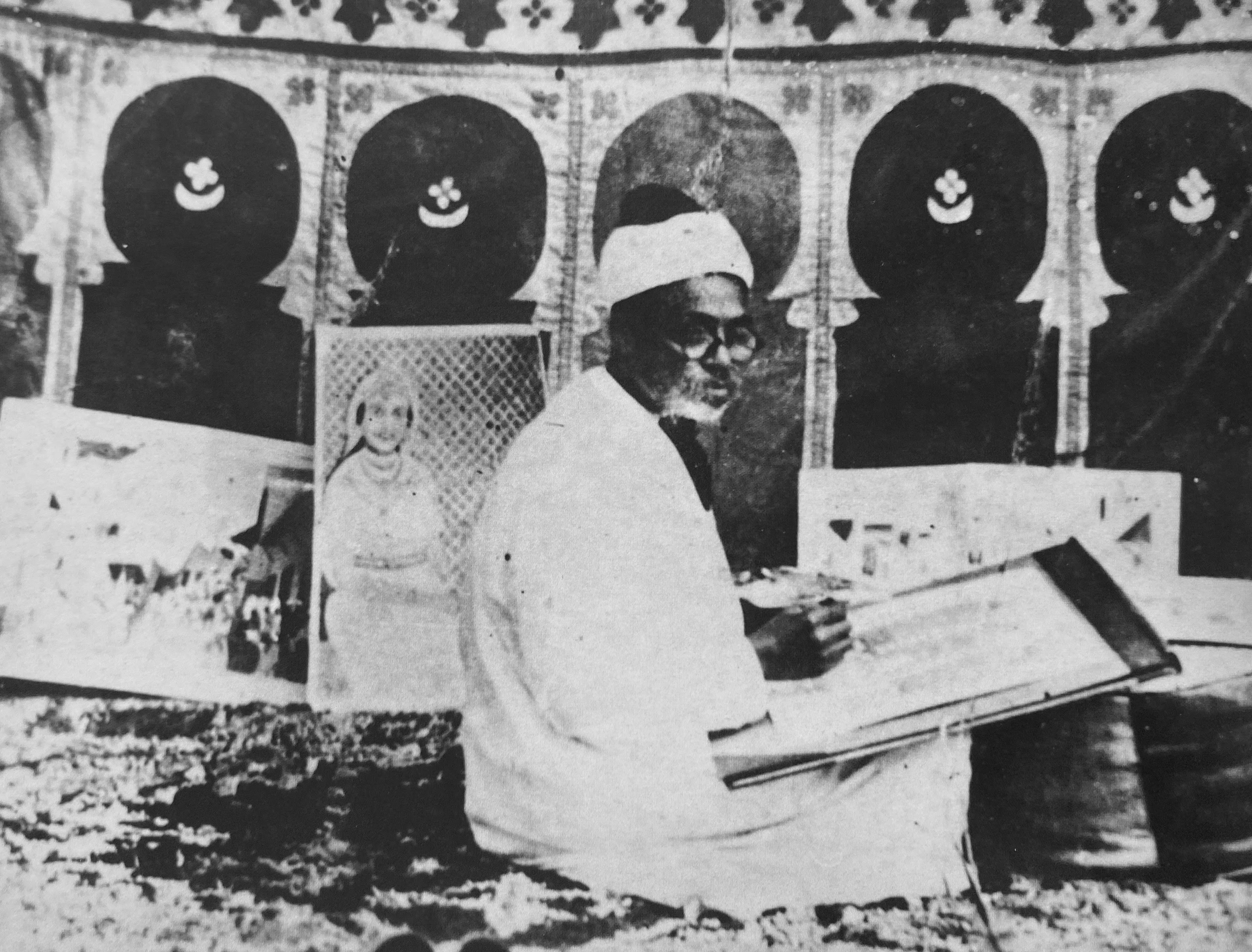
R'bati in seiner Werkstatt, circa 1933

Mohammed ben Ali R'bati (1861–1939; arabisch محمد بن علي الرباطي, DMG Muḥammad b. ʿAlī ar-Ribāṭī), auch bekannt als Ben Ali Rabbati, war ein marokkanischer Maler, Tischler und Koch, der als „Vater der marokkanischen Malerei“ bezeichnet wurde. Er war bekannt für seine Mischung aus traditionellen Einflüssen und europäischer Kunst. Seine Gemälde drehten sich hauptsächlich um das Leben in der Stadt Tanger, wo er lebte.
Geboren in Rabat, wo er eine islamische Ausbildung erhielt, zog R'bati im Alter von 25 Jahren mit seiner Familie nach Tanger, wo er als Kunsttischler und Koch arbeitete. In seiner Jugend beschäftigte sich R'bati hobbymäßig mit Illustration, erhielt jedoch nie eine formale künstlerische Ausbildung.
R'batis künstlerische Karriere begann im Jahr 1903, nachdem er den irischen Maler Sir John Lavery kennengelernt hatte, der ihn beim Verkauf handgefertigter Postkarten entdeckte. Lavery stellte ihn als Koch ein und ermutigte ihn, Aquarellgemälde anzufertigen, die er an die Oberschicht von Tanger verkaufte. R'bati stellte seine Werke weltweit aus, insbesondere in London, Marseille und Marrakesch.
Im Jahr 1933 wurde R'bati ein Atelier im Zentrum von Tanger angeboten, und im selben Jahr eröffnete er ein Restaurant. Dennoch lebte er größtenteils in Armut und verstarb 1939 nach einem Herzinfarkt.

## Frühes Leben und Ausbildung

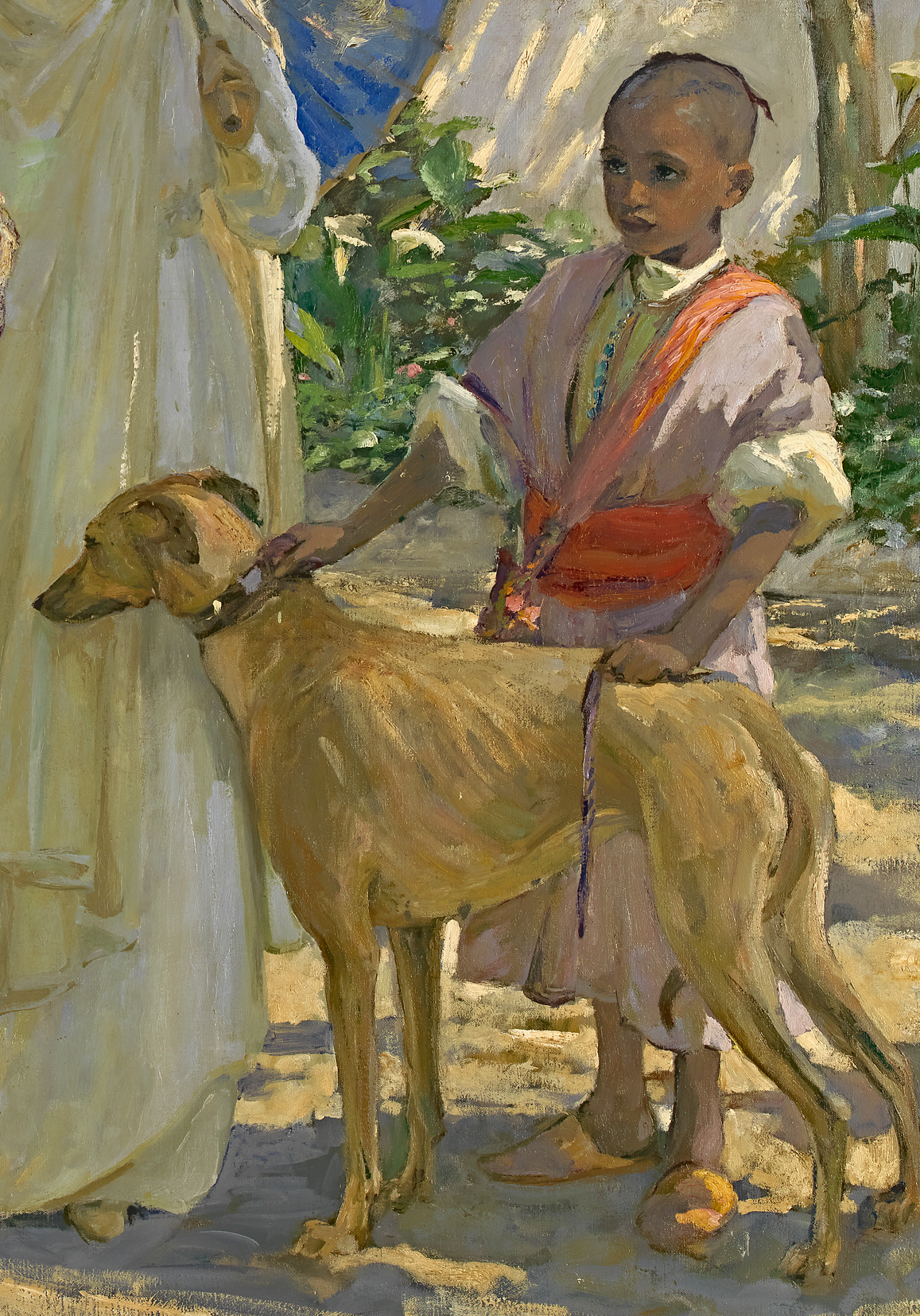
R'bati als Kind mit einem Hund dargestellt. Ausschnitt aus In Morocco von John Lavery, um 1913. National Gallery of Victoria

Mohamed ben Ali R'bati wurde 1861 in Rabat geboren, was sich in seinem Nachnamen widerspiegelt.:7–8 Er wuchs in einer bescheidenen Familie auf und besuchte in seiner Jugend eine Madrasa, wo er den Koran auswendig lernte.:8,35 Viele seiner Gemälde stellen seine Ausbildung an der Madrasa dar. Seine Tochter beschrieb seine Jugend als gesellig; er mochte die Schule nicht und sparte Geld, um Aquarellfarben, Buntstifte und Stifte zum Zeichnen zu kaufen.:37
Später verbrachte R'bati viele Jahre damit, sich als Kunsttischler und Koch ausbilden zu lassen und in diesen Berufen zu arbeiten. Im Jahr 1886 zog er im Alter von 25 Jahren mit seiner Familie nach Tanger. R'bati malte auf Papier, daneben auf Leinwand und Holz. Außerdem bemalte er den Tonkorpus der Kesseltrommel Tbilat. Seine Werke verkaufte er jedoch nur selten und verschenkte sie stattdessen. Dennoch erhielt er niemals eine formale künstlerische Ausbildung.

## Karriere und Ausstellungen

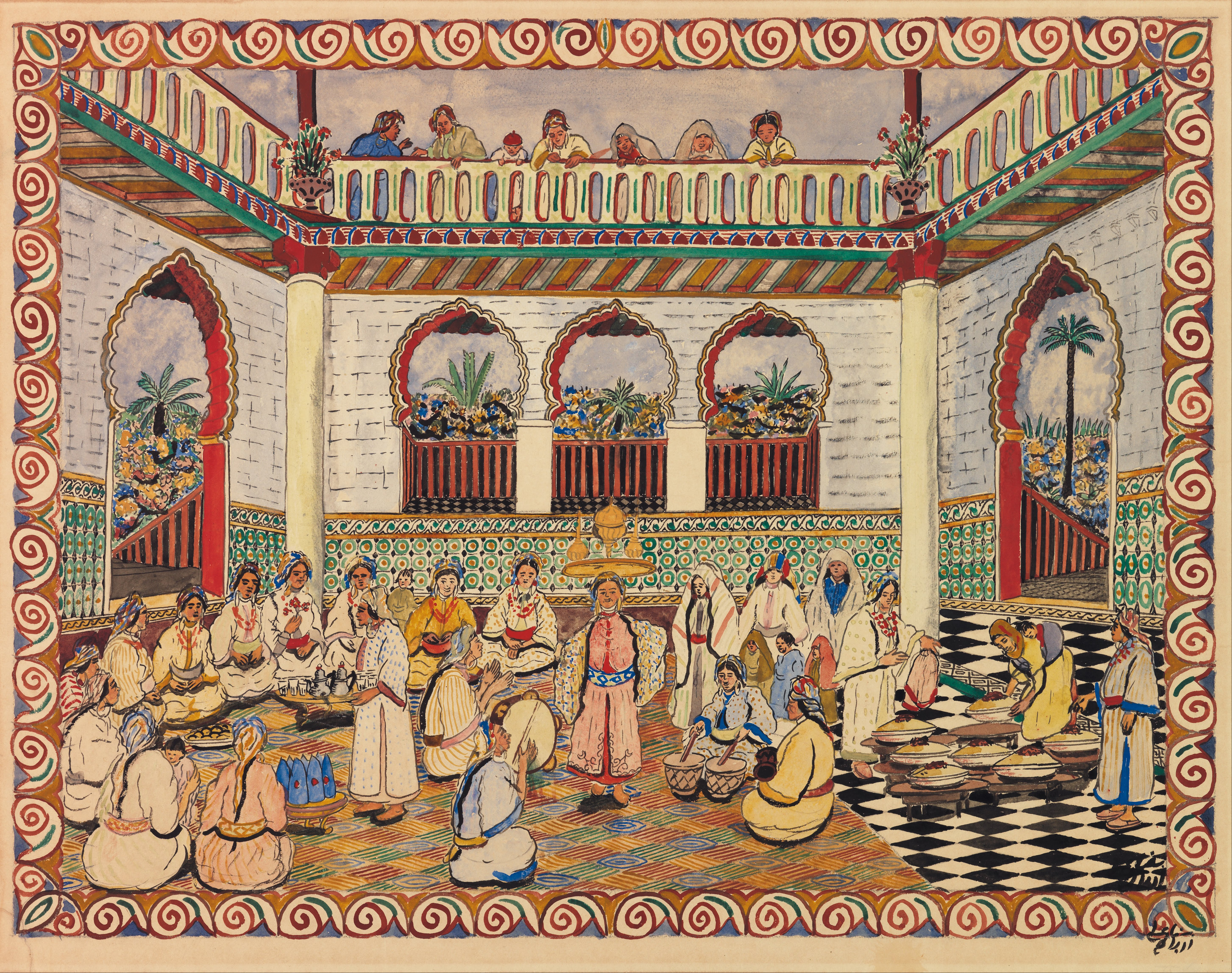
Festivalszene von R'bati, um 1935. Mathaf

Im Jahr 1903 traf R'bati den irischen Maler Sir John Lavery, während er handgefertigte Postkarten auf dem Petit-Socco-Platz in Tanger verkaufte. Lavery hatte sich erstmals 1890 in Marokko niedergelassen.:37,40 R'bati war unter Ausländern in Tanger für seine Kochkünste bekannt und wurde von Lavery als Koch engagiert. Lavery erkannte R'batis Talent für Aquarellmalerei und nahm ihn als seinen Schützling auf.:40 Er lud R'bati in die britische Gesandtschaft in Tanger ein und stellte ihn Sir Harry Maclean vor.:37 In Laverys Schriften und Artikeln wird R'bati als „Ben Ali Rabbati“ oder „Ben Ali“ bezeichnet.:133
Im Jahr 1916 reiste R'bati mit Lavery nach London, wo seine erste Ausstellung in der Goupil Gallery stattfand.:46 Im selben Jahr zog er als Gastarbeiter nach Marseille und arbeitete in einer Zuckerfabrik der Saint-Louis Sucre, bevor er 1922 nach Tanger zurückkehrte.:20 1919 organisierte R'bati seine zweite Ausstellung in Marseille. Seine dritte Ausstellung fand 1922 im Mamounia-Hotel in Marrakesch statt.
Im Jahr 1925 trat er unter unbekannten Umständen als Tabor-Feuerwehrmann in die spanische Armee innerhalb der Indigenen Regulären Truppen ein.:20 Laut seiner Tochter war R'bati „unzufrieden“ und wurde zwei Jahre später wieder entlassen.:20
Später arbeitete R'bati als Bote und Wächter für die Tangier-Filiale der Banco de Bilbao, wo er während seiner Nachtschichten malte und seine Kunstwerke sowie Postkarten in einem Souvenirladen verkaufte.:20,50:132 Im Dezember 1929 wurden R'batis Gemälde im Musée des Oudayas in Rabat ausgestellt.
Im Jahr 1933 zog er in das Viertel Riad Sultan in Tanger, wo ihm vom Makhzen eine permanente Galerie in der Nähe des Palastes des Caid von Tanger angeboten wurde.:20,29 Das einzige bekannte Foto von R'bati wurde in seiner Galerie im Riad Sultan aufgenommen.:29 Seine Gemälde wurden unter anderem von Sultan Moulay Abdelaziz, Manuel II. von Portugal, Charles de Beaupoil und Barbara Hutton erworben.:31 Im selben Jahr eröffnete er ein Restaurant und eine Bäckerei in Tanger.:31
R'bati bevorzugte Aquarell auf Papier als Medium gegenüber Öl auf Leinwand. Häufig malte er Szenen aus Tanger, seine Qasba und deren Bewohner. Seine Darstellungen von Menschen waren vereinfacht, oft zeigte er große, farbenfrohe Szenen mit mehreren Personen. Seine Gemälde signierte er stets in arabischer Schrift. Er gilt als einer der ersten Marokkaner, die sich der europäischen Malerei widmeten, und wird als Modernist beschrieben. Die Zeitschrift Vogue bezeichnete ihn als den „Vater der marokkanischen Malerei“.

## Leben und Tod
R'bati hatte sieben Kinder und heiratete nach seiner Rückkehr aus London erneut, nachdem seine erste Frau 1920 verstorben war.:46 Zwei seiner Söhne, Abdelkader und Abdelmalek ben Ali R'bati (1900–1978), setzten die Malerei fort und verwendeten oft die Signatur ihres verstorbenen Vaters auf ihren Werken.:31
Er lebte in Armut, da er den Großteil seiner Einkünfte für Malutensilien ausgab und es ihm schwerfiel, seine Gemälde in Tanger zu verkaufen, weshalb er viele seiner Werke verschenkte.:46–47 Seine Tochter erinnerte sich an ihn als einen liebenswürdigen Mann, der oft an gesellschaftlichen Zusammenkünften in Tanger teilnahm, darunter auch an solchen, die ausschließlich für Frauen bestimmt waren.:47
R'bati verstarb 1939 in Tanger nach einem Herzinfarkt unter unklaren Umständen. Seine Tochter vermutete, dass er möglicherweise vergiftet wurde.:20,31